# Acabaria variabilis
Acabaria variabilis är en korallart som först beskrevs av Sydney John Hickson 1905.  Acabaria variabilis ingår i släktet Acabaria och familjen Melithaeidae. Inga underarter finns listade i Catalogue of Life.